# Ielena Schwartz
Ielena Andréievna Schwartz (rus: Еле́на Андре́евна Шварц), (17 de maig 1948, Leningrad, Unió Soviètica - 11 de març de 2010, Sant Petersburg, Rússia), fou una poetessa i novel·lista russa, una de les figures més destacades de la cultura no oficial dels anys 1970 i 1980 a Leningrad.

## Biografia
Nascuda a Leningrad, on passaria tota la seva viva, comença a escriure quan encara va l'escola. Ella es descriu a si mateixa com una persona que té arrels judeo-eslaves-tàtares-gitanes. Sa mare era directora literària al Teatre Bolxoi. Estudia a la universitat de Tartu, i els seus escrits apareixen publicats al diari de la universitat. Es fa conèixer igualment gràcies al samizdat i esdevé una figura de la cultura underground de Leningrad. Treballà igualment com a traductora per a diverses companyies teatrals.
Abans de la perestroika a l'URSS va ser publicada només en samizdat, i es negà a difondre la seva obra a través de les revistes russes que es publicaven a l'Europa occidental. Els seus primers reculls poètics veuran la llum a finals dels anys 1970, especialment Tantsuiusxii David («David dansant») i Stikhi («poemes»), així com una novel·la en vers, Trud i dni Lavinii. El recull Krug («el cercle») fou publicat en aquells mateixos anys. La seva obra es compon de més d'una desena de reculls. La seva poesia es distingeix pel seu ritme, alterna mètriques diferents, una multiplicitat de veus i una organització narrativa dels poemes.
Si bé els seus textos no dubten pas a fer referència a les imatges religioses tradicionals, (àngels, dimonis, icones, visions del Cel i de l'Infern), la creença que traspuen els seus poemes està lluny de ser ortodoxa.
Durant la seva vida va rebre diversos guardons, entre els quals destaca especialment el Premi Andrei Beli en 1979.
Va morir l'11 de març de 2010 de càncer. El funeral es va dur a terme el diumenge, 14 de març, a la Catedral de la Trinitat de Sant Petersburg. Va ser enterrada al cementiri Vólkovo, amb la seva mare.

## Principals publicacions

### Poemes
- «Танцующий Давид» ("David dansant") (Nova York: Russica Publishers, 1985)
- «Стихи» ("Versos") (París: Vesseda, 1987)
- «Труды и дни Лавинии, монахини из ордена Обрезания Сердца» ("Obres i dies de Lavínia, una monja de l'Orde de la circumcisió del cor") (Ann Arbor: Ardis Publishers, 1987)
- «Стороны света» ("Direcció cardelnal") (Leningrad: Escriptor soviètic, branca de Leningrad, 1989)
- «Стихи» ("Versi") (Leningrad: Ассоциация «Новая литература», 1990)
- «Лоция ночи. Книга поэм» ("Pilot de la nit, un llibre de poesia") (Sant Petersburg: Escriptor soviètic, Departament de Sant Petersburg, 1993)
- «Песня птицы на дне морском» ("Cançó de l'ocell al fons del mar") (Sant Petersburg: Fundació Puixkin, 1995)
- «Mundus Imaginalis» (СПб.: Эзро, 1996)
- «Западно-восточный ветер» ("El vent d'est-oest") (Sant Petersburg: Fundació Puixkin, 1997)
- «Соло на раскалённой трубе» ("El solo a la trompeta escalfada") (Sant Petersburg: Fundació Puixkin, 1998)
- «Стихотворения и поэмы» ("Versos i poemes") (Sant Petersburg: Inapress, 1999)
- «Дикопись последнего времени» ("Escrits furiosos de l'últim període") (Sant Petersburg: Fundació Puixkin, 2001)
- «Трость скорописца» ("El bastó del taquígraf") (Sant Petersburg: Fundació Puixkin, 2004)
- «Вино седьмого года» ("El vi del setè any") (Sant Petersburg: Fundació Puixkin, 2007)

### Prosa i assaigs
- Определение в дурную погоду ("Definició del mal temps") (Sant Petersburg: Fundació Puixkin, 1997)
- Видимая сторона жизни ("El costat visible de la vida") (Sant Petersburg: Limbus, 2003)

### Reculls
- «Сочинения Елены Шварц» (Obres selectes de Ielena Schwartz, Volums I-II), тт. I-II (Sant Petersburg: Fundació Puixkin, 2002, versos i poemes llargs)
- «Сочинения Елены Шварц» (Obres selectes de Ielena Schwartz, Volums III-IV), тт. III-IV (Sant Petersburg: Fundació Puixkin, 2008, versos, prosa i obres de teatre)

### Traduccions de les seves obres
- Paradise: selected poems, Newcastle upon Tyne, Bloodaxe, 1993
- Ein kaltes Feuer brennt an den Knochen entlang... : Gedichte. Chemnitz; Berlín; St. Petersburg: Oberbaum, 1997
- Das Blumentier, Gedichte, Düsseldorf, Grupello-Verlag, 1999
- La vierge chevauchant Venise et moi sur son épaule: poèmes, Évian, Alidades, 2003
- San Pietroburgo e l'oscurità soave, traduzione di P. Galvagni, Venècia, Edizioni del Leone, 2005
- Olga Martynova, Jelena Schwartz, Rom liegt irgendwo in Russland. Zwei russische Dichterinnen im lyrischen Dialog über Rom. Russisch / Deutsch. Aus dem Russischen von Elke Erb und Olga Martynova, Viena, Edition per procura, 2006
- Birdsong on the seabed, Tarset, Bloodaxe Books, 2008
- Così vivevano i poeti, Thauma Edizioni, Pesaro 2013. Traducció de Paolo Galvagni.

### Antologies
- Child of Europe: A New Anthology of East European Poetry, editat per Michael March (Londres: Penguin, 1990)
- Twentieth-Century Russian Poetry, editat per John Glad and Daniel Weissbort (Iowa City: University of Iowa Press, 1992)
- Contemporary Russian Poetry: A Bilingual Anthology, ed. Gerald Smith (Bloomington and Indianapolis: Indiana University Press, 1993)
- Third Wave: The New Russian Poetry, eds. Kent Johnson and Stephen M. Ashby (Ann Arbor: University of Michigan Press, 1992)
- In the Grip of Strange Thoughts: Russian Poetry in the New Era, ed. J. Kates (Zephyr Press, 1999)